# Panzer Dragoon Orta
Panzer Dragoon Orta – gra wideo typu rail shooter będąca sequelem gry Panzer Dragoon i czwartą grą z serii, wydana na konsolę XBox w 2002 roku. Produkcją gry zajęła się firma Smilebit.
Gra zawiera 10 poziomów, po których gracz porusza się dosiadając kreatury podobnej do smoka. Gracz ma za zadanie zaznaczać i zestrzeliwać wrogów pojawiających się na ekranie.